# Triceratops prorsus
Triceratops prorsus (Marsh, 1890) è una delle due specie appartenenti al genere Triceratops.
Questa specie, vissuta nel Cretaceo Superiore in America settentrionale, è quella di dimensioni minori, nonostante gli esemplari arrivassero a misurare oltre sei metri dal naso alla coda per un peso complessivo di quattro tonnellate.
La principale differenza rispetto alla specie tipo T. horridus sta nel corno nasale, che punta dritto davanti al becco dell'animale invece che essere rivolto verso l'alto come in accade invece nell'altra specie: questa peculiarità dà il nome alla specie, "prorsus", in latino, significa infatti dritto.